# Telugské písmo
Telugské písmo se používá k zápisu jihoindického jazyka telugštiny. Jedná se o slabičné písmo, které se podobně jako většina indických písem vyvinulo z písma bráhmí. Telugské písmo nerozlišuje velká a malá písmena.
Každé písmeno pro souhlásku zachycuje vlastně slabiku s implicitní samohláskou a. Pokud má slabika obsahovat jinou samohlásku, vyznačí se to diakritickým znaménkem. Speciální znaménko virám se použije, když má písmeno označovat samotnou souhlásku bez samohlásky. V praxi se ovšem virám objevuje jen na konci slova, a to ještě zřídka, protože původní telugská slova většinou končí samohláskou. Pokud se totiž objeví dvě souhlásky vedle sebe uvnitř slova, v písmu se to vyjádří zvláštní spřežkou.

## Zachycené hlásky
Hláskový repertoár telugského písma do značné míry kopíruje repertoár ostatních indických písem (i když některé hlásky nejsou původně telugské a dotyčná písmena se uplatní jen v přejatých slovech). Písmo zachycuje 5 krátkých a 5 dlouhých samohlásek (a, ā, i, ī, u, ū, e, ē, o, ō), slabikotvorné r, 2 dvojhlásky (aj a au) a 35 souhlásek (k, kh, g, gh, ng, č, čh, dž, džh, ň, ṭ, ṭh, ḍ, ḍh, ṇ, t, th, d, dh, n, p, ph, b, bh, m, j, r, ṛ, l, ḷ, v, š, ś, s, h).

## Přehled písmen

### Souhlásky
| క  | ఖ   | గ   | ఘ    | ఙ   |
| ka | kha | ga  | gha  | nga |
| చ  | ఛ   | జ   | ఝ    | ఞ   |
| ča | čha | dža | džha | ňa  |
| ట  | ఠ   | డ   | ఢ    | ణ   |
| ṭa | ṭha | ḍa  | ḍha  | ṇa  |
| త  | థ   | ద   | ధ    | న   |
| ta | tha | da  | dha  | na  |
| ప  | ఫ   | బ   | భ    | మ   |
| pa | pha | ba  | bha  | ma  |
| య  | ర   | ఱ   | ల    | ళ   |
| ja | ra  | ṛa  | la   | ḷa  |
| వ  | ష   | శ   | స    | హ   |
| va | ša  | śa  | sa   | ha  |

Písmena ఙ (ng) a ఞ (ň) se v telugštině téměř nepoužívají. Výjimkou je slovo ఙ్ఞానము (ngňānamu), „znalost“.

### Samohlásky a dvojhlásky
Základní tvar samohlásek se používá na počátku slova, když samohláska stojí sama o sobě jako slabika (stejně jako v češtině), nebo pokud stojí jako samostatné písmeno.
Pro každou samohlásku je ukázán jednak její plný tvar (když stojí na začátku slabiky), jednak její diakritické znaménko ve spojení se souhláskou క (k). Nakonec je uvedeno telugské jméno příslušného diakritického znaménka.
| అ | a  | క | ka  | తలకట్టు     | talakaṭṭu         |
| ఆ | ā  | కా | kā  | దీర్ఘము      | dīrghamu          |
| ఇ | i  | కి | ki  | గుడి        | guḍi              |
| ఈ | ī  | కీ | kī  | గుడిదీర్ఘము    | guḍidīrghamu      |
| ఉ | u  | కు | ku  | కొమ్ము       | kommu             |
| ఊ | ū  | కూ | kū  | కొమ్ముదీర్ఘము   | kommudīrghamu     |
| ఋ | r̥  | కృ | kr̥  | వట్రుసుడి     | vaṭrusuḍi         |
| ౠ | ŕ̥  | కౄ | kŕ̥  | వట్రుసుడిదీర్ఘము | vaṭrusuḍidīrghamu |
| ఎ | e  | కె | ke  | ఎత్వము      | etvamu            |
| ఏ | ē  | కే | kē  | ఏత్వము      | ētvamu            |
| ఐ | ay | కై | kay | ఐత్వము      | ajtvamu           |
| ఒ | o  | కొ | ko  | ఒత్వము      | otvamu            |
| ఓ | ō  | కో | kō  | ఓత్వము      | ōtvamu            |
| ఔ | aw | కౌ | kaw | ఔత్వము      | autvamu           |
|   |    | క్ | k   | విరాము       | virāmu            |

### Polohlásky
| ఁ | ~ | కఁ | kã  | అరసున్న | arasunna  |
| ం | μ | కం | kaμ | సున్న   | sunna     |
| ః | ħ | కః | kaħ | విసర్గము | visargamu |

Tato znaménka existují v telugském písmu jako analogie k ostatním indickým písmům. V moderní telugštině se z nich pravidelně objevuje pouze sunna (známá též pod sanskrtským názvem anusvár). Původně označovala nosovost předcházející samohlásky, dnes reprezentuje nosovou souhlásku ze stejné řady, do jaké patří první souhláska následující slabiky (např. ng před k nebo g, n před t, m před p apod.) Na konci slova se většinou přepisuje jako m. Řidčeji užívaná arasunna (známá též jako čandrabindu) označovala částečnou nosovost samohlásky, v moderní telugštině však nemá na výslovnost vliv a slouží pouze jako pravopisné rozlišení slov různého významu.
Visarga se v telugštině téměř nepoužívá. Výjimkou je slovo దుఃఖము (duħkhamu), „smutek“.

### Souhláskové spřežky
Plný znak pro souhlásku, uvedený výše, se použije pouze pro první souhlásku slabiky. Jestliže slabika obsahuje dvě nebo dokonce tři souhlásky za sebou, pro druhou a třetí souhlásku se použije spřežkový znak – vlastně jakási analogie diakritických znamének pro samohlásky. Diakritický znak druhé souhlásky se objeví pod hlavní souhláskou nebo vpravo (přesněji vpravo dole) od ní.
Diakritické znaménko samohlásky se spojuje s první (hlavní) souhláskou slabiky. Graficky se proto může objevit nalevo od doplňkové souhlásky, přestože logicky i výslovnostně patří až za ni.
Poznámka: Na počítači se obvykle píše první souhláska – virám – druhá souhláska – samohláska. Za to, že se virám nezobrazí a místo něj se vytvoří spřežka, odpovídá počítačový software pro práci s písmy.
Příklady:
| క్క  | kka   |
| క్కా  | kkā   |
| చ్ఛ్ర | ččhra |
| డ్డ  | ḍḍa   |
| త్ర్య | trja  |
| క్ష్మీ | kšmī  |
| ష్ట్ర | šṭra  |

### Číslice
Telugské písmo má svou vlastní sadu číslic 0 až 9.
| ౦ | ౧ | ౨ | ౩ | ౪ | ౫ | ౬ | ౭ | ౮ | ౯ |
| 0 | 1 | 2 | 3 | 4 | 5 | 6 | 7 | 8 | 9 |